# George Blay
George Blay (n. 7 august 1980) este un jucător ghanez de fotbal care evoluează la clubul belgian Royal Antwerp FC.